# U-635
Unterseeboot 635 foi um submarino alemão do Tipo VIIC, pertencente à Kriegsmarine, que atuou durante a Segunda Guerra Mundial. Sua construção começou em 3 de outubro de 1941, nos estaleiros Blohm & Voss, em Hamburgo, com o número de casco 611. Foi lançado em 24 de junho de 1942 e comissionado em 13 de agosto de 1942, sob o comando do Oberleutnant zur See Heinz Eckelmann.

## Comandantes
| Comandante            | Data                                      |
| --------------------- | ----------------------------------------- |
| Oblt. Heinz Eckelmann | 13 de agosto de 1942 - 5 de abril de 1943 |

## Subordinação
Durante o seu tempo de serviço, esteve subordinado às seguintes flotilhas:
| Período                                    | Flotilha                                  |
| ------------------------------------------ | ----------------------------------------- |
| 13 de agosto de 1942 - 31 de março de 1943 | 5. Unterseebootsflottille (treinamento)   |
| 1 de abril de 1943 - 5 de abril de 1943    | 3. Unterseebootsflottille (serviço ativo) |

## Operações conjuntas de ataque
O U-635 participou das seguinte operações de ataque combinado durante a sua carreira:
- Rudeltaktik Löwenherz (1 de abril de 1943 - 5 de abril de 1943)